# Liga Mexicana de Béisbol 1959
La Temporada 1959 de la Liga Mexicana de Béisbol fue la edición número 35. Se mantuvo en 6 el número de equipos pero hubo un cambio de sede, los Leones de Yucatán se convierten en los Rojos del Águila de Veracruz que no participaban desde la temporada de 1957. Por primera ocasión se realizó el campeonato de la Asociación Panamericana donde los equipos de la Liga Mexicana y la Liga de Texas se enfrentaban en partidos interligas, en un juego de estrellas y en una Serie de Campeonato. El calendario constaba de 146 juegos en un rol corrido, el equipo con el mejor porcentaje de ganados y perdidos se coronaba campeón de la liga, al final se jugaba una Serie de Campeonato contra el campeón de la Liga de Texas.
Los Petroleros de Poza Rica obtuvieron el único campeonato de su historia al terminar la temporada regular en primer lugar con marca de 84 ganados y 62 perdidos, con 6 juegos de ventaja sobre los Tecolotes de Nuevo Laredo. El mánager campeón fue Luis "Camaleón" García.
En el campeonato de la Asociación Panamericana, el equipo de Austin Senators le ganó a los Diablos Rojos del México en 5 juegos, con un juego sin hit ni carrera de Charlie Gorin para obtener el campeonato de la primera edición.

## Equipos participantes
| Liga Mexicana de Béisbol 1959 |           |                          |                       |           |
| Equipo                        | Fundación | Ciudad                   | Estadio               | Capacidad |
| Diablos Rojos del México      | 1940      | México, D. F.            | Seguro Social         | 25,000    |
| Petroleros de Poza Rica       | 1958      | Poza Rica, Veracruz      | Jaime J. Merino       | 10,000    |
| Rojos del Águila de Veracruz  | 1903      | Veracruz, Veracruz       | Deportivo Veracruzano | 12,000    |
| Sultanes de Monterrey         | 1939      | Monterrey, Nuevo León    | Cuauhtémoc            | 8,000     |
| Tecolotes de Nuevo Laredo     | 1940      | Nuevo Laredo, Tamaulipas | La Junta              | 7,800     |
| Tigres Capitalinos            | 1955      | México, D. F.            | Seguro Social         | 25,000    |

## Posiciones
| Liga Mexicana de Béisbol | Liga Mexicana de Béisbol | Liga Mexicana de Béisbol | Liga Mexicana de Béisbol | Liga Mexicana de Béisbol |
| Equipo                   | JG                       | JP                       | PCT                      | JV                       |
| ------------------------ | ------------------------ | ------------------------ | ------------------------ | ------------------------ |
| Poza Rica                | 84                       | 62                       | .575                     | -                        |
| Nuevo Laredo             | 78                       | 68                       | .534                     | 6.0                      |
| México                   | 74                       | 72                       | .507                     | 10.0                     |
| Monterrey                | 70                       | 74                       | .486                     | 13.0                     |
| Águila                   | 67                       | 78                       | .462                     | 16.5                     |
| Tigres                   | 39                       | 104                      | .273                     | 43.5                     |

| Campeón de la Liga |

## Juego de Estrellas
El Juego de Estrellas de la LMB se realizó el 12 de julio en el Parque del Seguro Social en México, D. F. La selección de la Liga Mexicana se impuso a la selección de la Liga de Texas 9 carreras a 3 en la primera edición de la Asociación Panamericana.

## Designaciones
Se designó como novato del año a Ramón Arano  de los Petroleros de Poza Rica.

## Acontecimientos relevantes
- 20 de septiembre: Charlie Gorin de los Austin Senators le lanza juego sin hit ni carrera de 9 entradas a los Diablos Rojos del México, en un partido disputado en Austin, Texas y que terminó con marcador de 2-0.
- Los Tigres Capitalinos imponen récord de más juegos perdidos en una temporada con 104, récord que se mantiene en la actualidad.